# Саидзода, Озода Парпиевна
Озода Парпиевна Саидзода, известная под псевдонимами Озода (узб. Ozoda Parpiyevna Saidzoda ; более известная как Озода Нурсаидова) — узбекская певица,заслуженный артист Узбекистана, композитор, продюсер, автор различных музыкальных проектов. Член турецкого союза композиторов «Mesam».

## Биография
Озода Нурсаидова родилась 9 октября 1974 года в городе Тойтепа Ташкентской области.
В 1999 году окончила Ташкентскую государственную консерваторию им Ашрафий, факультет традиционного пения.
Вскоре исполнение в традиционном узбекском стиле эстрадных песен и её зажигательные представления принесли певице популярность.

## Награды и достижения
- 2001 год — Тарона в номинации «Лучшая певица года»
- 2002 год — Замин  в номинации «Лучшая певица года»

## Дискография
- 1997 — «Muhabbat qaydasan»
- 2000 — «Ketma».
- 2001 — «Asrasin»
- 2002 — «Endi man ketaman»
- 2003 — «Ishq sharobi»
- 2004 — «Orzularim»
- 2006 — «Bu kuylar kechagimas»
- 2010 — «Tinglanmagan qushiqlar»
- 2014 — «E’tirof et»
- 2021 — Медаль «Шухрат» (24 августа 2021) — за особые заслуги в повышении научно-интеллектуального потенциала и духовности нашего народа, развитии сфер образования, здравоохранения, культуры, литературы, искусства, физического воспитания и спорта, а также средств массовой информации, большой вклад в обеспечение прогресса страны, укрепление мира и социально-духовной стабильности в обществе, воспитание здорового и гармонично развитого молодого поколения в духе патриотизма, а также активную общественную деятельность[3].